# Airbus Defence and Space
Pour les articles homonymes, voir ADS.
Airbus Defence and Space (ADS) est l’une des trois divisions du groupe Airbus, spécialisée dans les avions militaires, les drones, les missiles, les lanceurs spatiaux et satellites artificiels. Elle est créée en 2014 par la fusion de plusieurs entités existantes.

## Airbus Defence and Space
Le 2 janvier 2014, EADS prend le nom d'Airbus Group, et Airbus Defence and Space est créé à partir d'anciennes divisions.

## Drones et avions militaires

### Historique

Logo d'Airbus Military (2010).

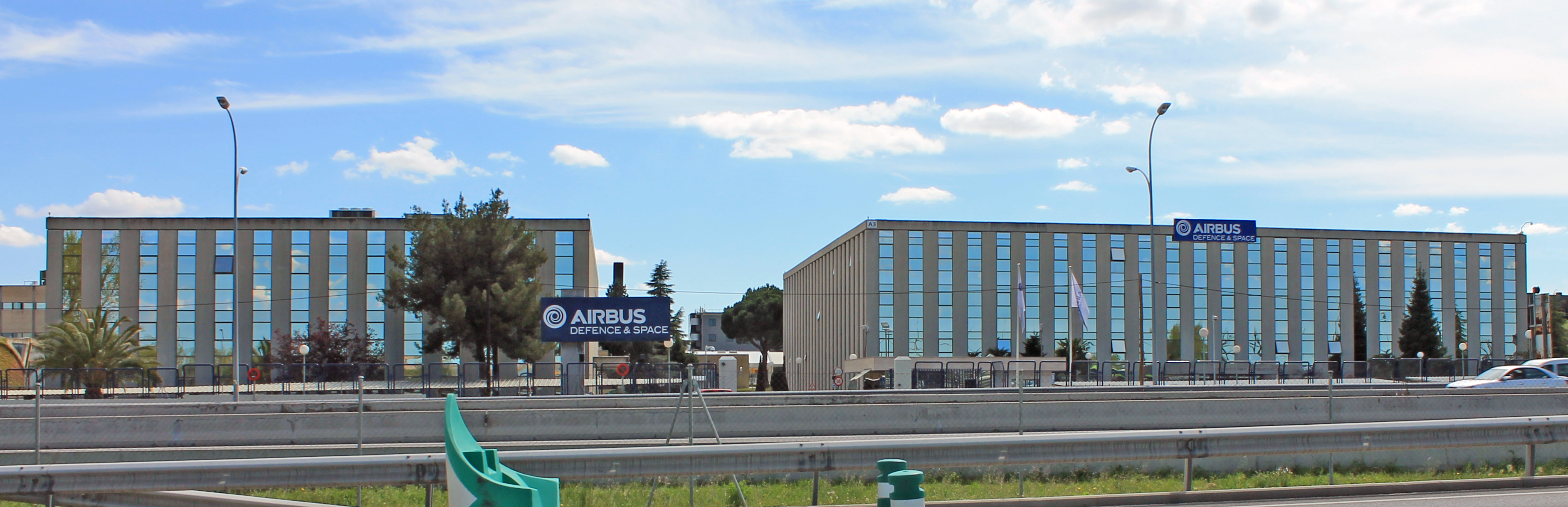
Bureaux d'Airbus Defence and Space à Madrid (Espagne).

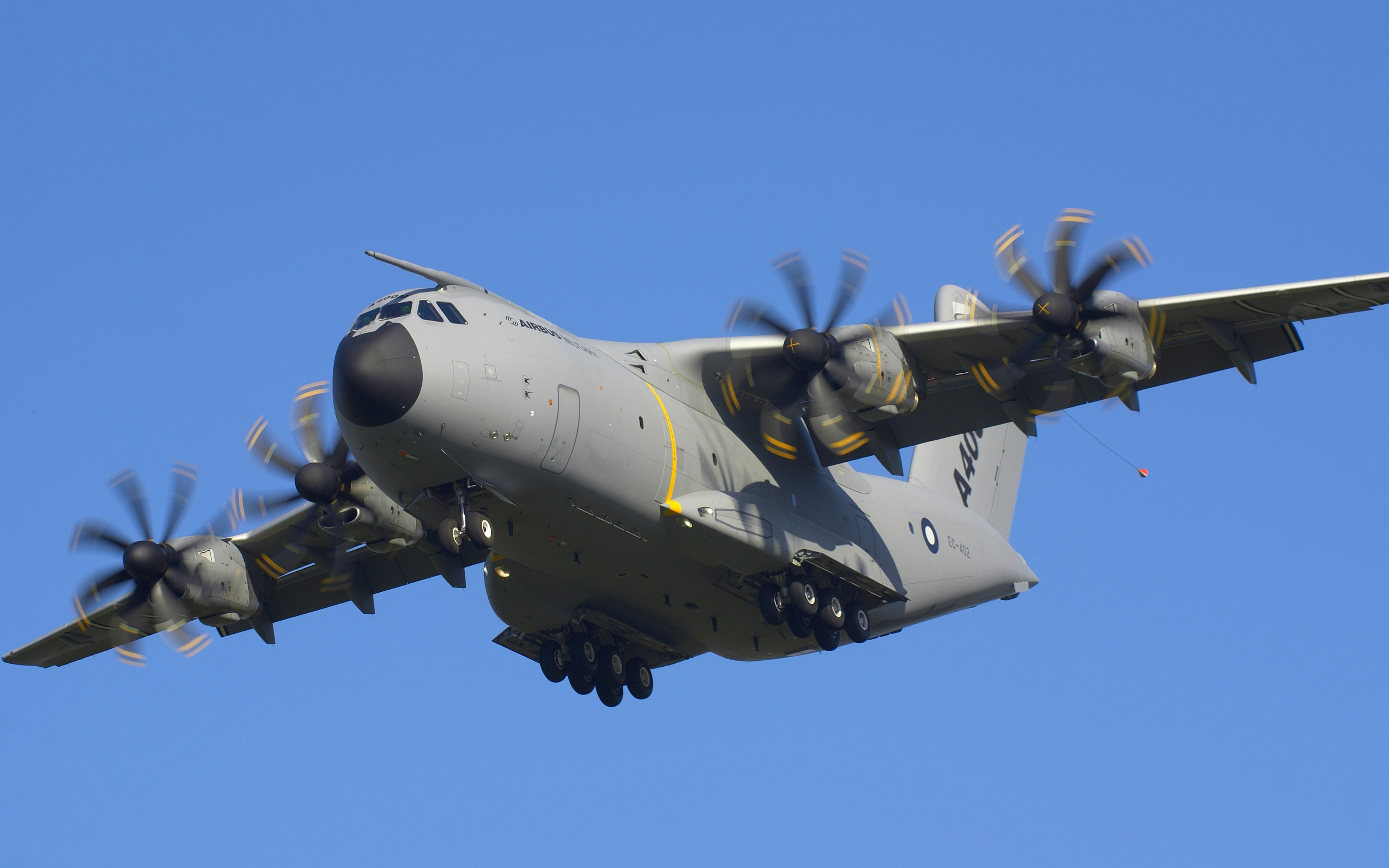
Avion de transport militaire Airbus A400M Atlas.

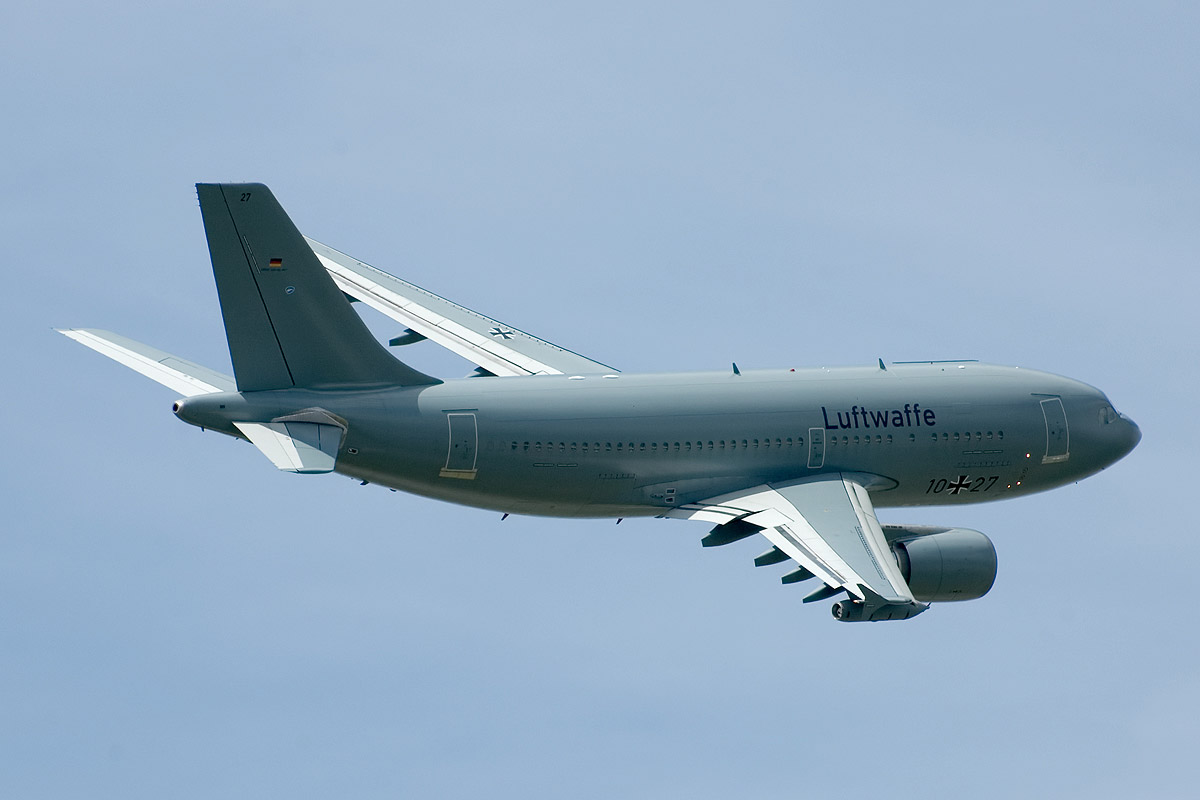
Avion de transport et de ravitaillement Airbus A310 MRTT.

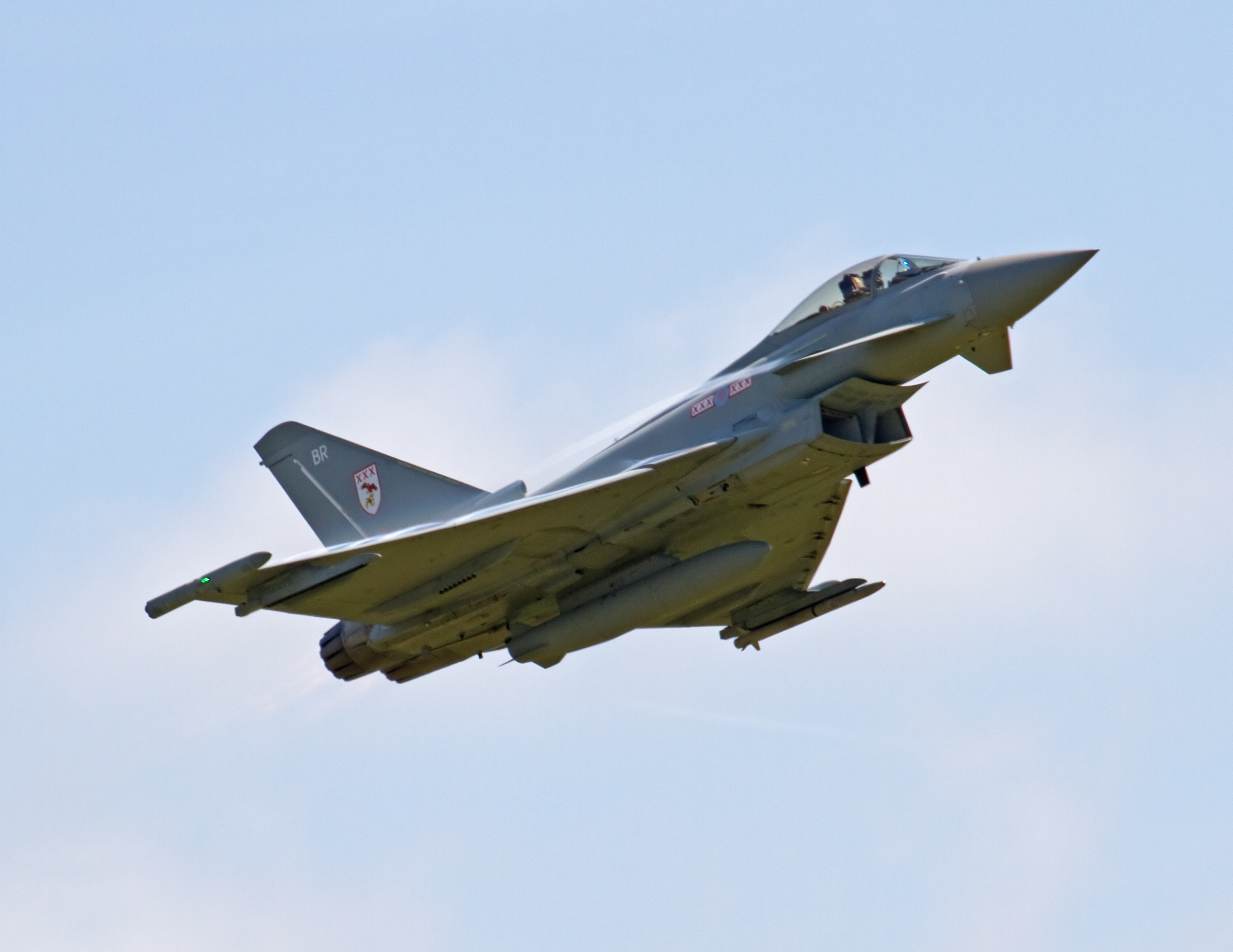
Avion militaire Eurofighter Typhoon.

Le programme Eurofighter Typhoon est lancé en 1986 ; il est réalisé par plusieurs sociétés : DASA (33 %), British Aerospace (33 %), Aeritalia (21 %) et Construcciones Aeronáuticas SA (CASA) (13 %) avec la particularité de disposer de plusieurs sites d’assemblage final. Lors de la création d’EADS en 2000, le programme est géré par la division Aeronautics, puis par Defence and Security Systems en 2004 qui devient Cassidian en 2010.
Pour la préparation de l’offre de l'avion de transport militaire A400M, une filiale d'Airbus et de Construcciones aeronáuticas SA (CASA) est créé en 1999 : Airbus Military Company ; elle devient Airbus Military Sociedad Limitada et signe le contrat avec l’OCCAr le 27 mai 2003. Military Transport Aircraft est une des cinq divisions d’EADS lors de sa création en 2000. Elle est de fait le successeur de CASA, qui avait l’expérience de la construction des avions militaires avec le C-212 notamment. La division se spécialise dans la conversion des avions Airbus en dérivés militaires : gamme Multi Role Tanker Transport (MRTT). Ainsi, sur l’A400M, Airbus était responsable de 70 % du développement ; Airbus Military Company était le responsable industriel et devait mobiliser les équipes de sa maison-mère, et Military Transport Aircraft devait être responsable de l'assemblage final. Le 18 décembre 2008, Louis Gallois met un terme à cette organisation et intègre Military Transport Aircraft dans la division Airbus, qui comprend alors Airbus Commercial et Airbus Military. Le 9 janvier 2009, EADS annonce un retard d'au moins trois ans pour la première livraison, prévue initialement à la fin 2009. Le premier avion est finalement livré à l'Armée de l'air française le 1er août 2013.
En 2008, EADS répond à l’appel d’offres du Pentagone pour le renouvellement des ravitailleurs Boeing KC-135 Stratotanker. Le groupe, allié à Northrop Grumman propose le KC-45, dérivé de l'Airbus A330 MRTT. Cet appel d’offres sera toutefois annulé.
En 2014, l’entité Military Aircraft rassemble l’Eurofighter, l’A400M et les drones. Le 1er mars 2015, après la démission de Domingo Ureña-Raso, Fernando Alonso (en) prend la tête de cette activité, jusqu’à sa retraite en 2019. Il est alors remplacé par Alberto Gutiérrez, puis par Jean-Brice Dumont en 2021.

### Produits
La branche Military Aircraft s’occupe surtout de la partie vol mais aussi, de toute la gestion dans les airs (services aériens, maintenance, réparations, système avioniques, renseignements et reconnaissance, transport léger…).

#### Avions militaires
C212
Le C212 est bi-turbopropulseur à décollage et atterrissage court capable d'effectuer des missions de parachutage, de transport militaire et d'évacuation sanitaire. Développé dans les années 1960, il est capable de transporter 25 personnes ou 2,8 tonnes de matériels sur une distance 435 km.
CN235
Le CN235, anciennement dénommé CASA CN-235, est un avion de transport tactique et logistique bi-turbopropulseur, à cabine pressurisée, capable d'opérer sur des pistes courtes et non revêtues.
C295
Le C295 est un modèle développé à partir du C235 et existe en version de patrouille maritime baptisée Persuader.
Avions Multi Role Tanker Transport (MRTT)
Les avions Airbus A310 MRTT et Airbus A330 MRTT sont des avions de transports et de ravitaillement, dérivés des modèles civils Airbus A310 et Airbus A330.
A400M
L'A400M est le dernier programme militaire d'Airbus. Proposé en 1999 et lancé officiellement en 2003, l'A400M a effectué son premier vol en 2009 après une série de retards et devrait être livré en 2013. Commandé à 174 exemplaires, le programme est géré par l'Organisation conjointe de coopération en matière d'armement (OCCAr) qui totalise 170 commandes de six pays européens à l'origine du programme.
Eurofighter
L'Eurofighter Typhoon est un avion de combat bi-réacteur, ailes delta et plan canard, multi-rôles de quatrième génération. Il a été produit à 660 exemplaires grâce à des contrats exports.
A321MPA

L'A321 Maritime Patrol Aircraft est un appareil dérivé du modèle civil A321, dédié à la patrouille maritime, proposé au Ministère des Armées français dans le cadre d'un appel d'offres pour trouver un remplaçant aux avions Atlantique 2 de la Marine Nationale. Le modèle est retenu en novembre 2024, et se veut aussi à l'avenir être un concurrent du P-8 Poséidon de Boeing,.
| Avion       | Longueur | Autonomie | Fret     | Lancement     | Premier vol      | Certification   | Première livraison | Commandes | Livraisons |
| ----------- | -------- | --------- | -------- | ------------- | ---------------- | --------------- | ------------------ | --------- | ---------- |
| C212        | 16,50 m  | 435 km    | 2,8 t    | 1963          | 26 mars 1971     | Décembre 1973   | Mai 1974           | 484       | 484        |
| CN235       | 21,40 m  | 720 km    | 5 950 kg | Octobre 1979  | 11 novembre 1983 | 20 juin 1986    | 1 mars 1988        | 285       | 285        |
| C295        | 24,50 m  | 1 300 km  | 9 250 kg | Novembre 1996 | 28 novembre 1997 | -               | 15 novembre 2001   | 218       | 187        |
| A310 MRTT   | 47,40 m  | 8 890 km  | 36 t     | 1998          | Décembre 2003    | 5 octobre 2010  | 4 février 2009     | 6         | 6          |
| A330 MRTT   | 58,80 m  | 7 000 km  | 45 t     | -             | 15 juin 2007     | Mars 2010       | 1 juin 2011        | 61        | 47         |
| A400M       | 45,10 m  | 3 300 km  | 37 t     | Mai 2003      | 11 décembre 2009 | 31 juillet 2013 | 1 août 2013        | 178       | 115        |
| Eurofighter | 15,96 m  | 1 852 km  | -        | Décembre 1983 | 27 mars 1994     | -               | 4 août 2003        | 661       | 571        |

Lors de la phase 1B du Système de combat aérien du futur signée fin 2022 pour une durée de 3,5 ans, Airbus Allemagne est maître d’œuvre des piliers « Système sans pilote » et « Cloud de combat », tandis qu’Airbus Espagne est maître d’œuvre du pilier « Discretion ». Airbus participe à d’autre piliers comme partenaire.

#### Drones

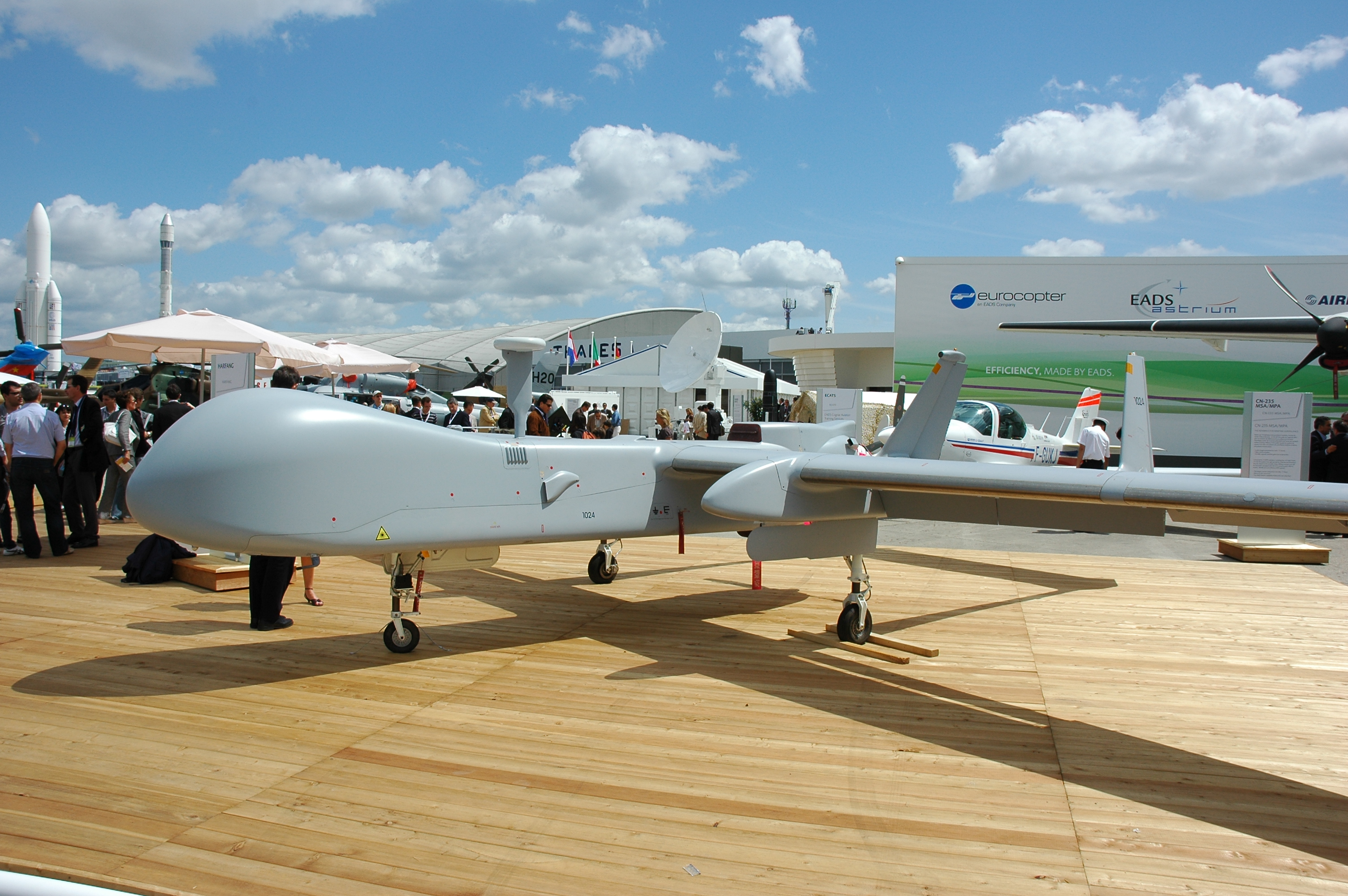
Drone EADS Harfang.

Le drone Harfang est une adaptation d’un drone israélien, dont l’Armée de l'air française a acquis plusieurs exemplaires en 2009.
Plusieurs programmes de drones ont été abandonnées : le Barracuda (démonstrateur dont le premier vol a eu lieu en 2006), le Euro Hawk et le Talarion. Ce dernier est à l’origine de l’Eurodrone qui est développé avec Dassault Aviation et Aermacchi. Le premier exemplaire opération pourrait être livré d’ici à 2028.
Le système d'hélidrone maritime Orka, dont le VSR700 était le vecteur aérien, continue d'être développé sous ce dernier nom par Airbus Helicopters.
Le Survey Copter Aliaca, drone de reconnaissance tactique produit par sa filiale Survey Copter (électrique ou diesel, 16 kg, 50 ou 100 km, 3 ou 6 heures, 65 à 100 km/h).
Capa-X (Survey Copter), drone modulaire de la gamme 100-150kg pour une dizaine d’heures de vol à 150km/h. Soit à hélice propulsive avec moteur thermique à quatre temps, plus silencieux et économe que les moteurs deux temps souvent utilisés sur ce type de drones, soit mixte à hélice propulsive et voilures tournantes électriques pour des  décollages et atterrissages verticaux (VTOL). Il peut disposer d'une grande envergure favorisant la distance franchissable, ou d'une voilure réduite pour plus de compacité et de manœuvrabilité.

## Espace

### Historique

Logo d'EADS Astrium (2006).

Logo d'Astrium (2010).

La conception de satellite est héritée de Matra Marconi Space, qui fusionne lors de la création d’EADS avec la division spatiale de DASA pour créer Astrium.
Au sein d’EADS existe également une filière lanceurs spatiaux qui fait partie depuis 2014 d’ArianeGroup.
La filière spatiale est dirigée successivement par François Auque entre 2000 et 2016, par Nicolas Chamussy,, puis par Jean-Marc Nasr depuis le 1er juin 2019.

### Produits

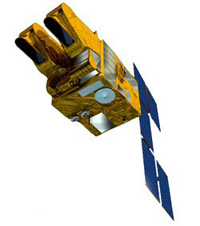
Satellite artificiel SPOT-5.

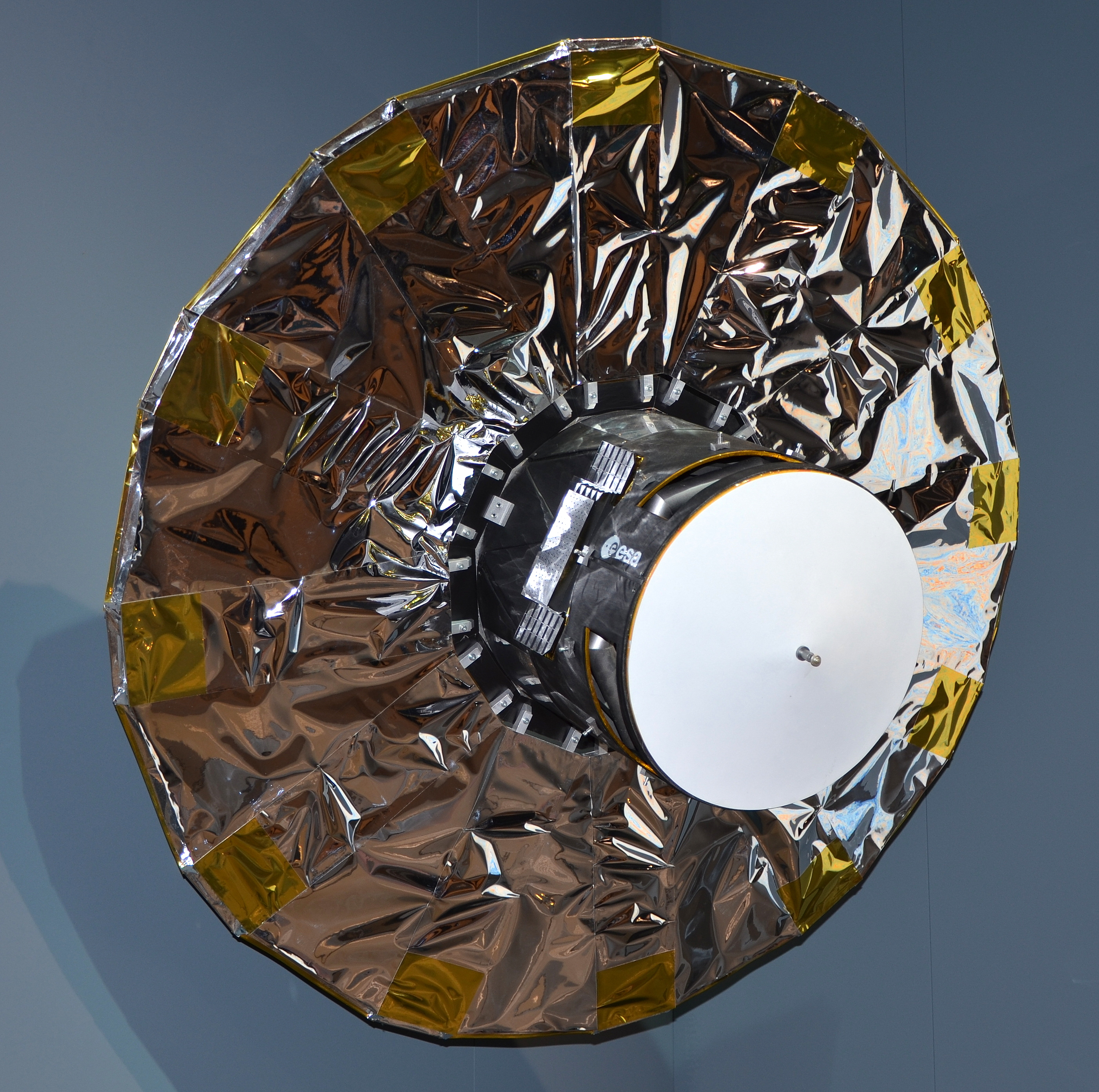
Satellite artificiel Gaia.

Airbus Defence and Space construit des satellites pour les communications mobiles, services fixes et missions de radiodiffusion directe pour la télévision, la radio et internet, ainsi que diverses autres applications associées. Son domaine d'activité s'étend de la conception des systèmes à la fabrication des satellites, au lancement et à la mise à poste, jusqu'au contrôle total au sol et aux réseaux de télécommunications. Fournisseur des plus grands opérateurs mondiaux, Space Systems a construit en maître d'œuvre plus de 100 satellites géostationnaires de télécommunication. Les satellites de la série Eurostar ont accumulé plus de 500 années de service sans défaillance en orbite et détiennent le record mondial de longévité. Plus de 40 satellites de télécommunication géostationnaires construits par Airbus Defence and Space sont actuellement en service opérationnel. Space Systems conçoit aussi des satellites d'observation de la terre et des satellites scientifiques, ainsi que Giove-B, du système de positionnement par satellites Galileo.

#### Satellites de télécommunication
- Eurostar 1000 ;
- Eurostar 2000 ;
- Eurostar 2000+ ;
- Eurostar 3000 ;
- Eurostar neo.

#### Satellites d'observation de la Terre
- KRS ;
- COMS ;
- SPOT ;
- Pléiades ;
- Pléiades Neo ;
- CSO.

#### Satellites scientifiques
- Gaia ;
- JUICE.

#### Instruments spatiaux

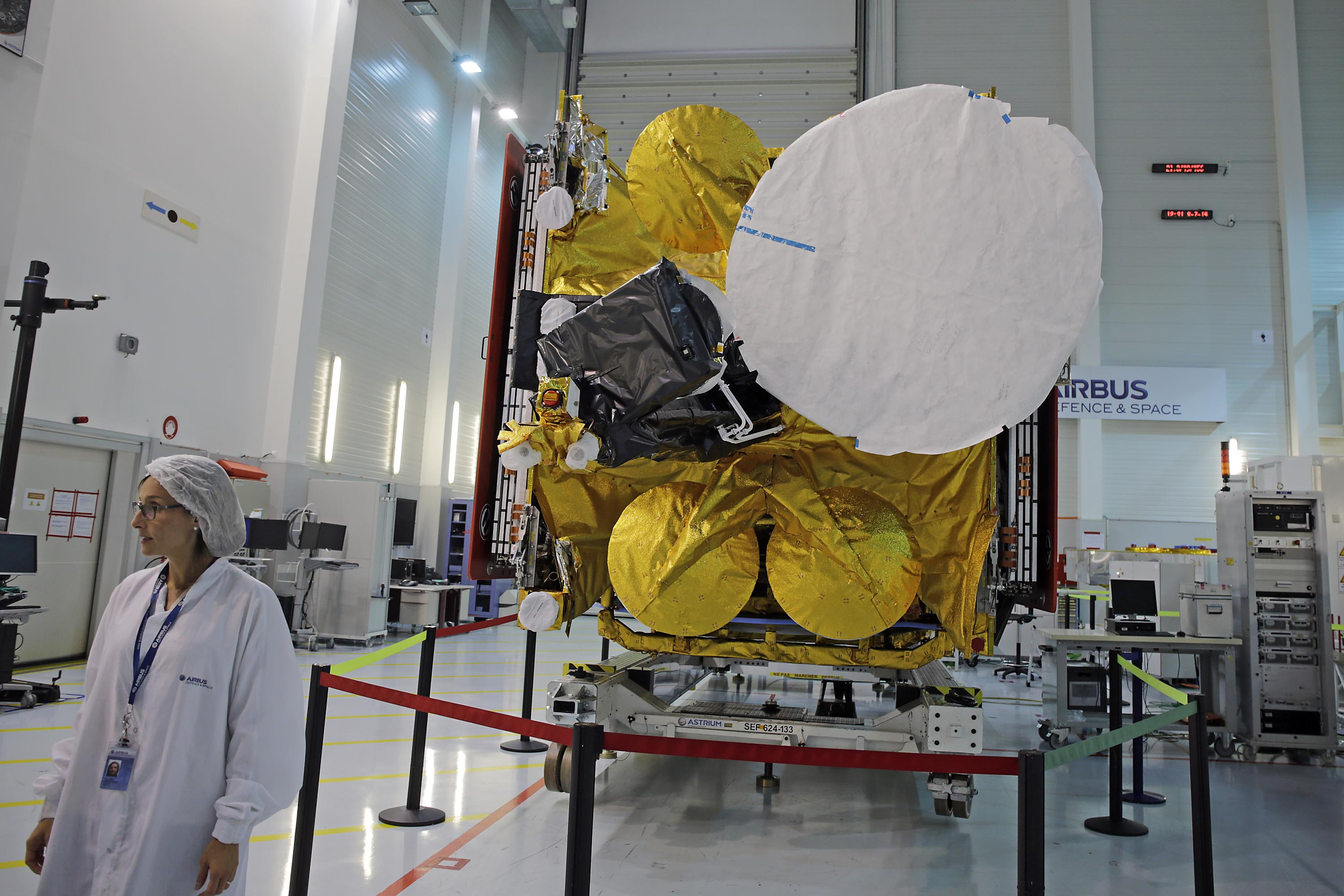
Assemblage d'un satellite au site de Toulouse.

Les instruments d'observation déjà réalisés[Quand ?] :
- GOCI ;
- Famille NAOMI : NAOMI 125 - 115 - 210 et 310 ;
- SPOT 1, 2, 3, 4, 5, 6 et 7 ;
- GAIA ;
- ALADIN.

Les instruments d'observation en cours[Quand ?] de fabrication :
- ATLID ;
- Sentinel-5 ;
- MSI ;
- EUCLID ;
- IASI NG ;
- GOCI 2.

## Communications, renseignement et sécurité

### Historique

Logo d'EADS Defence and Security Systems (2000).

Logo de Cassidian (2010), il symbolise deux mains protégeant le monde.

Logo d’Airbus Defence and Space lors de sa création.

En 2000, lors de la création d'EADS, les entités Systems and Defence Electronics, EADS Services et EADS Telecom font partie de la division Defence & Civil Systems dirigée par Thomas Enders,,,,.
En 2007, le site d'Élancourt, construit par Roger Taillibert et racheté à Thales, rassemble les salariées venus de neuf établissements franciliens.
En 2010, la division est renommée Cassidian. Ce nom est un mot-valise combinant les mots latins cassida (casque de fer) et meridian (méridien) ; ce qui symbolise la protection et la sécurité au niveau mondial. Les sociétés sont également renommées,,, : Cassidian Electronics, Cassidian Air Systems et Cassidian Systems.
En septembre 2012, Stefan Zoller est remercié par Thomas Enders (devenu président exécutif d’EADS), Bernhard Gerwert lui succède.
En 2014, lors de la création d'Airbus Defence and Space, ces activités sont réparties entre les entités Electronics et Communication, Intelligence and Security.
En 2016, Airbus group vend l’entité Electronics aux fonds Kohlberg Kravis Roberts & Co., après le désistement de Thales Il s’agit des capteurs militaires, la guerre électronique, l’avionique et l’optronique dont le siège est situé à Ulm,,. Le groupe ainsi créé en 2017 prend le nom de Hensoldt. La sécurisation des frontières est conservée.
La branche Communication, Intelligence and Security est dirigée par Evert Dudok puis par Karen Florschütz.
En 2019, Airbus Defence and Space est soupçonnée d'espionnage après qu'au moins 17 de ses salariés sont placés sous enquête pour avoir eu entre les mains des documents confidentiels ayant trait à des projets de la Bundeswehr.

### Produits
La branche Communication, Intelligence and Security (CIS) reprend une partie des activités de Cassidian pour les systèmes de communication satellitaire et terrestres, solutions de renseignements et de sécurités. Elle gère également la sécurité des frontières, C4ISR, solutions de télécommunication terrestres et sécurisés Terrestrial Trunked Radio, TETRAPOL, commutateurs, centre de contrôles et de gestions. Cette branche a développé l'infrastructure nationale partageable des transmissions (Antares) et le logiciel du système d'alerte et d'information des populations (SAIP).
Elle fournit aussi un appui de cyberdéfense avec un centre opérationnel de défense Keelback Net, services, solutions de chiffrements, formations…

## Sites les plus importants
En octobre 2013, les sites les plus importants du groupe sont :
| Site            | Activité                                                                               | Effectif |
| --------------- | -------------------------------------------------------------------------------------- | -------- |
| Getafe          | Conversion des Airbus MRTT, assemblage des Eurofighters et bureaux d'études de l'A400M | 5 480    |
| Manching        | Assemblage final des Eurofighters destinés à la Luftwaffe                              | 3 885    |
| Toulouse        | Espace, satellites, instruments spatiaux et avionique                                  | 2 630    |
| Friedrichshafen | Satellites, instruments spatiaux et avionique                                          | 2 470    |
| Élancourt       | Radio-communications, Network centric warfare et électronique                          | 1 750    |
| Séville         | Assemblage de l'A400M et du C295                                                       |          |

## Co-entreprises

Les deux versions d'Ariane 6.

### ArianeGroup
ArianeGroup est créée en 2014 (avec le nom Airbus Safran Launchers) pour le développement d'Ariane 6. L'entreprise est détenue par les groupes Airbus (50 %) et Safran (50 %).

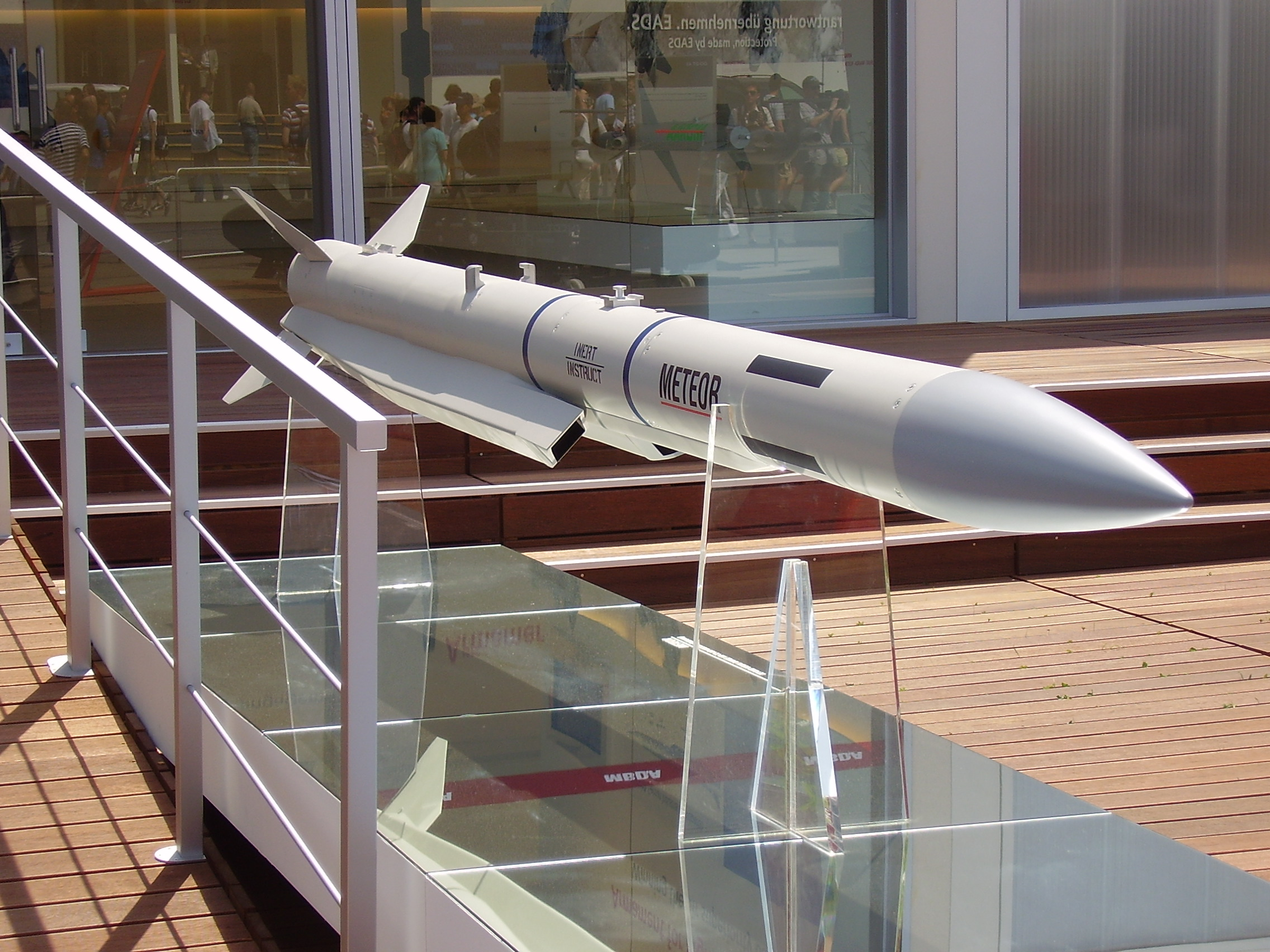
Missile Meteor.

### MBDA
MBDA a été créée en 2000 de la fusion de Matra BAe Dynamics, de la filiale missile d'Aérospatiale et d'Alenia Marconi Systems. L'entreprise est détenue par Airbus Group (37,5 %), BAE Systems (37,5 %) et Leonardo (25 %).
MBDA conçoit et produit des missiles et systèmes d'arme. La société a des sites en France, Royaume-Uni, Italie et Allemagne.

### MOSS S.A.S.
La société MOSS S.A.S pour "Maitrise d'Oeuvre du SCCOA" (ou Maitre d'Oeuvre du SCCOA) est créée en 2002 pour le développement de l'étape 3 du programme SCCOA de la DGA. L'entreprise est détenue par les groupes Airbus (50 %) et THALES (50 %).